# Diosaz
La Diosaz  (prononcé Diose) ou Souay est un torrent de Haute-Savoie, situé dans le massif des Aiguilles Rouges, sous-affluent du Rhône par l'Arve. 

## Géographie

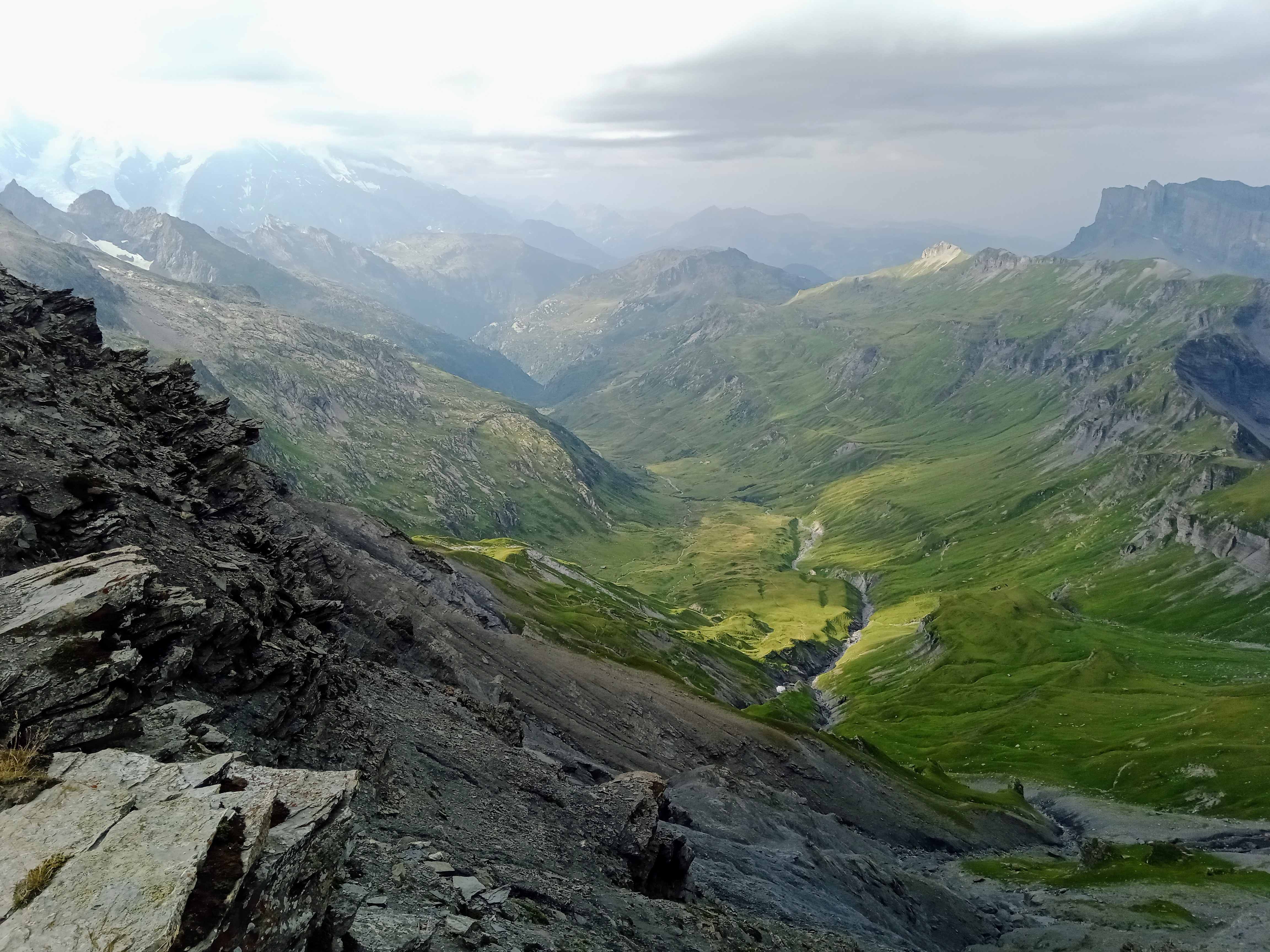
La vallée de la Diosaz depuis le mont Buet au nord entre les aiguilles Rouges à gauche et le massif du Giffre à droite.

La Diosaz descend du Mont Buet, puis elle parcourt une vallée encaissée et inhabitée, avant de rejoindre l'Arve à Servoz. Son cours a 14,8 km de longueur.

### Communes et cantons traversés
Dans le seul département de Haute-Savoie, la Diosaz traverse quatre communes, et deux cantons : dans le sens amont vers aval, Passy (Haute-Savoie) (source), Chamonix-Mont-Blanc, Les Houches et Servoz.
Soit en termes de canton, la Diosaz prend sa source dans le canton de Saint-Gervais-les-Bains et traverse et conflue dans le canton de Chamonix-Mont-Blanc.

### Bassin versant
La Diosaz traverse une seule zone hydrologique dite Le Souay (V001) de 54 km2 de superficie.

## Affluents

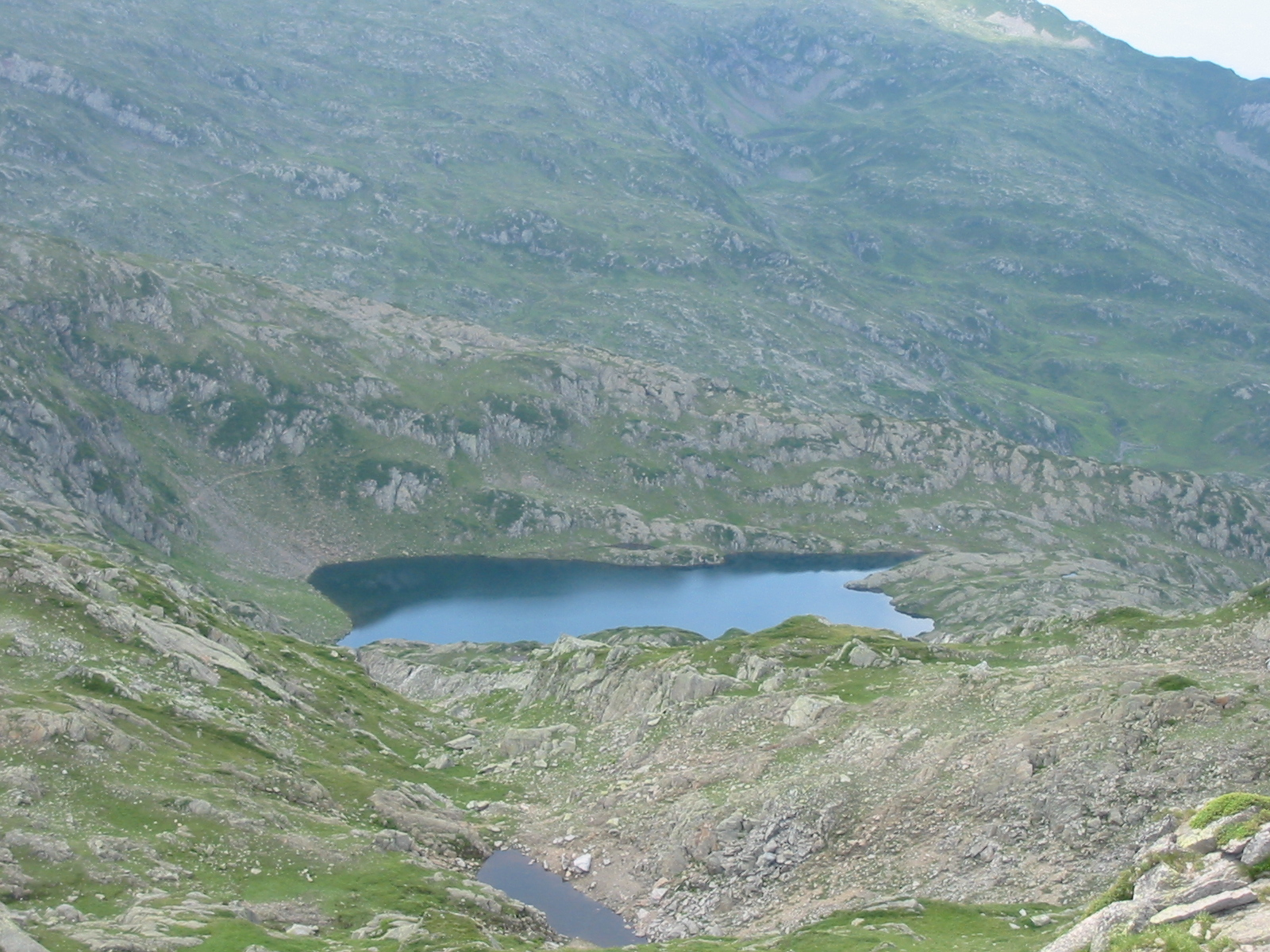
Le lac du Brévent a pour émissaire le ravin du Brévent.

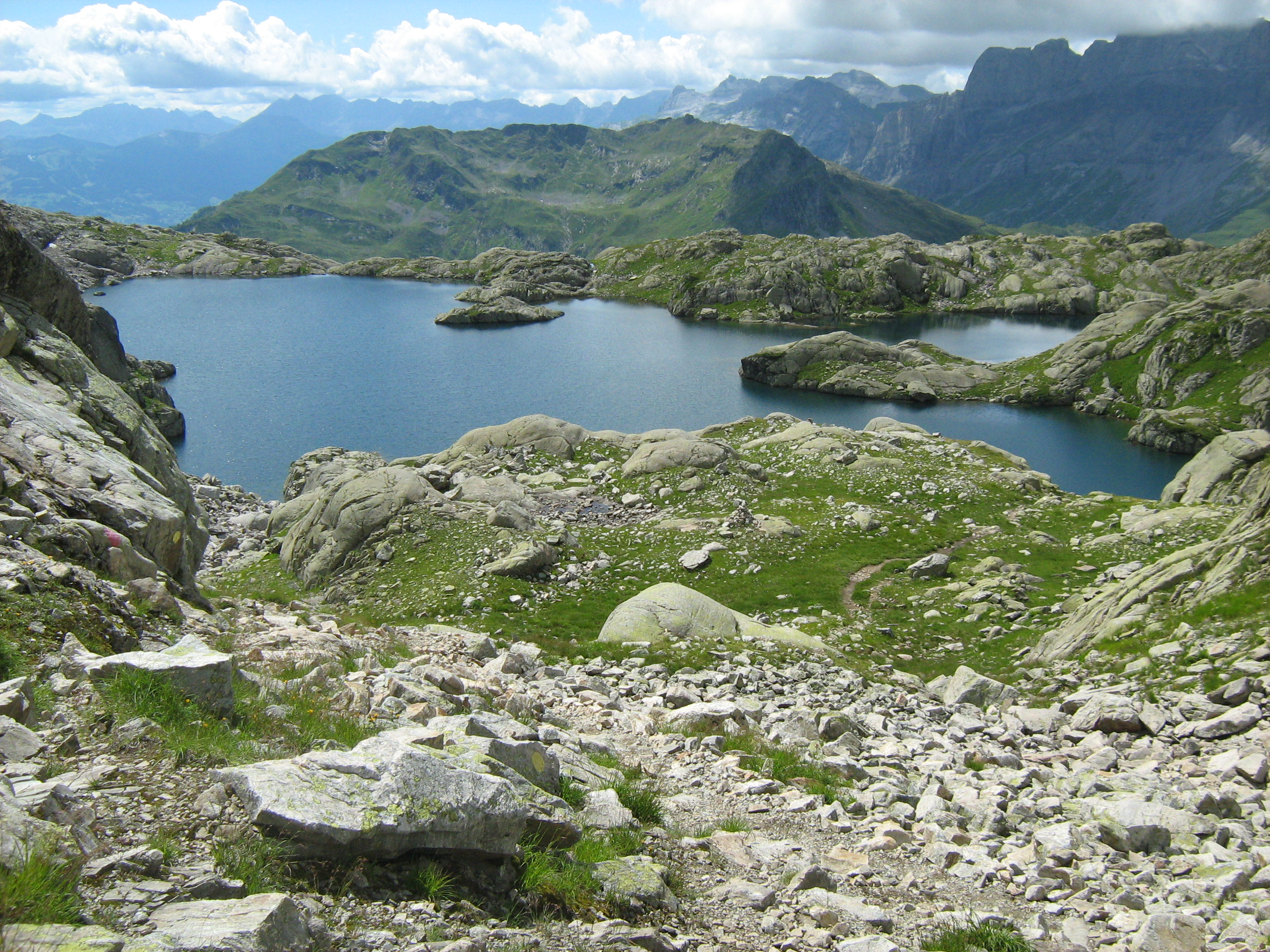
Le lac Cornu dans le massif des Aiguilles Rouges en Haute-Savoie, vu depuis le col Cornu.

La Diosaz a quinze affluents contributeurs :
- le torrent de la Balme, de 3,3 km,
- le ruisseau d'Écuelle, de 2,2 km,
- le torrent de la Floria, de 1,5 km,
- le torrent de Moëde, de 2,8 km, avec un affluent :
  - le Nant des Sangles,
- le torrent d'Arlav, de 2,7 km,
- le torrent du Lac cornu, de 1,8 km, avec le lac Cornu à 2 276 m d'altitude.
- le torrent de Sous l'Aiguille, de 1,3 km,
- le torrent du Plane, de 2,1 km,
- le torrent de la Ravine, de 1,5 km,
- le ravin du Brévent, de 1,4 km, avec le lac du Brévent à 2 125 m d'altitude.
- le ravin du Grand Bri, de 2,2 km,
- le ravin de Carlaveyron, de 1,5 km,
- le ruisseau des Péchots, de 2 km,
- le torrent le Souay, de 6,2 km,
- le ruisseau des Trois Nants, de 2,7 km,

### Rang de Strahler
Donc le rang de Strahler est de trois.

## Aménagements
Un barrage hydroélectrique est installé dans la vallée de la Diosaz : le barrage de la Bajulaz. Dans la partie aval, la vallée est très profonde et forme des gorges de la Diosaz. Il s'agit d'une attraction touristique réputée. Un sentier est aménagé le long des falaises afin de permettre une visite aisée du site. Ce sentier, créé à la fin du XIXe siècle, est partiellement construit sur des passerelles situées au-dessus des eaux impétueuses du torrent, ce qui rend la promenade assez spectaculaire. Ce site est classé et existe depuis 1875.